# Epicerura septentrionalis
Epicerura septentrionalis är en fjärilsart som beskrevs av Sergius G. Kiriakoff 1969. Epicerura septentrionalis ingår i släktet Epicerura och familjen tandspinnare. Inga underarter finns listade i Catalogue of Life.